# Eleições autárquicas portuguesas de 1985 no distrito de Santarém
| Eleições autárquicas portuguesas de 1985 Distritos: Aveiro \| Beja \| Braga \| Bragança \| Castelo Branco \| Coimbra \| Évora \| Faro \| Guarda \| Leiria \| Lisboa \| Portalegre \| Porto \| Santarém \| Setúbal \| Viana do Castelo \| Vila Real \| Viseu \| Açores \| Madeira |

## Resultados por concelho
Os resultados nos concelhos do distrito de Santarém foram os seguintes:

### Abrantes
| Partido                 | Partido                       | Votos  | %               | +/-  | Vereadores | +/-     |
| ----------------------- | ----------------------------- | ------ | --------------- | ---- | ---------- | ------- |
|                         | Partido Socialista            | 9 419  | 38,59 / 100,00  | 4,31 | 3 / 7      | 1       |
|                         | Partido Social Democrata      | 5 196  | 21,29 / 100,00  | -    | 2 / 7      | -       |
|                         | Aliança Povo Unido            | 4 099  | 16,79 / 100,00  | 1,01 | 1 / 7      | Estável |
|                         | Partido Renovador Democrático | 3 444  | 14,11 / 100,00  | Novo | 1 / 7      | Novo    |
|                         | Centro Democrático Social     | 998    | 4,09 / 100,00   | -    | 0 / 7      | -       |
|                         | União Democrática Popular     | 235    | 0,96 / 100,00   | 1,17 | 0 / 7      | Estável |
| Votos Inválidos         | Votos Inválidos               | 1 018  | 4,17 / 100,00   | 0,90 |            |         |
| Total                   | Total                         | 24 409 | 100,00 / 100,00 |      | 7 / 7      |         |
| Eleitorado/Participação | Eleitorado/Participação       | 38 580 | 63,27 / 100,00  | 5,10 |            |         |

### Alcanena
| Partido                 | Partido                       | Votos  | %               | +/-   | Vereadores | +/-     |
| ----------------------- | ----------------------------- | ------ | --------------- | ----- | ---------- | ------- |
|                         | Partido Socialista            | 2 543  | 33,20 / 100,00  | 12,67 | 3 / 7      | Estável |
|                         | Centro Democrático Social     | 1 905  | 24,87 / 100,00  | -     | 2 / 7      | -       |
|                         | Partido Social Democrata      | 1 428  | 18,64 / 100,00  | -     | 1 / 7      | -       |
|                         | Aliança Povo Unido            | 1 021  | 13,33 / 100,00  | 0,99  | 1 / 7      | Estável |
|                         | Partido Renovador Democrático | 443    | 5,78 / 100,00   | Novo  | 0 / 7      | Novo    |
| Votos Inválidos         | Votos Inválidos               | 319    | 4,16 / 100,00   | 0,95  |            |         |
| Total                   | Total                         | 7 659  | 100,00 / 100,00 |       | 7 / 7      |         |
| Eleitorado/Participação | Eleitorado/Participação       | 11 408 | 67,14 / 100,00  | 7,16  |            |         |

### Almeirim
| Partido                 | Partido                       | Votos  | %               | +/-   | Vereadores | +/-     |
| ----------------------- | ----------------------------- | ------ | --------------- | ----- | ---------- | ------- |
|                         | Partido Renovador Democrático | 3 757  | 34,98 / 100,00  | Novo  | 3 / 7      | Novo    |
|                         | Aliança Povo Unido            | 2 403  | 22,37 / 100,00  | 1,89  | 2 / 7      | Estável |
|                         | Partido Social Democrata      | 2 217  | 20,64 / 100,00  | -     | 1 / 7      | -       |
|                         | Partido Socialista            | 2 057  | 19,15 / 100,00  | 32,65 | 1 / 7      | 3       |
| Votos Inválidos         | Votos Inválidos               | 307    | 2,86 / 100,00   | 1,01  |            |         |
| Total                   | Total                         | 10 741 | 100,00 / 100,00 |       | 7 / 7      |         |
| Eleitorado/Participação | Eleitorado/Participação       | 16 546 | 64,92 / 100,00  | 8,89  |            |         |

### Alpiarça
| Partido                 | Partido                   | Votos | %               | +/-  | Vereadores | +/-     |
| ----------------------- | ------------------------- | ----- | --------------- | ---- | ---------- | ------- |
|                         | Aliança Povo Unido        | 3 045 | 66,67 / 100,00  | 2,84 | 4 / 5      | Estável |
|                         | Partido Socialista        | 788   | 17,25 / 100,00  | 0,37 | 1 / 5      | Estável |
|                         | Partido Social Democrata  | 437   | 9,57 / 100,00   | -    | 0 / 5      | -       |
|                         | União Democrática Popular | 72    | 1,58 / 100,00   | 0,64 | 0 / 5      | Estável |
|                         | Centro Democrático Social | 41    | 0,90 / 100,00   | -    | 0 / 5      | -       |
| Votos Inválidos         | Votos Inválidos           | 184   | 4,03 / 100,00   | 0,31 |            |         |
| Total                   | Total                     | 4 567 | 100,00 / 100,00 |      | 5 / 5      |         |
| Eleitorado/Participação | Eleitorado/Participação   | 6 618 | 69,01 / 100,00  | 8,74 |            |         |

### Benavente
| Partido                 | Partido                  | Votos  | %               | +/-  | Vereadores | +/-     |
| ----------------------- | ------------------------ | ------ | --------------- | ---- | ---------- | ------- |
|                         | Aliança Povo Unido       | 5 710  | 68,73 / 100,00  | 5,81 | 5 / 7      | Estável |
|                         | Partido Social Democrata | 1 389  | 16,72 / 100,00  | -    | 1 / 7      | -       |
|                         | Partido Socialista       | 994    | 11,96 / 100,00  | 4,97 | 1 / 7      | Estável |
| Votos Inválidos         | Votos Inválidos          | 215    | 2,58 / 100,00   | 0,66 |            |         |
| Total                   | Total                    | 8 308  | 100,00 / 100,00 |      | 7 / 7      |         |
| Eleitorado/Participação | Eleitorado/Participação  | 12 931 | 64,25 / 100,00  | 9,38 |            |         |

### Cartaxo
| Partido                 | Partido                       | Votos  | %               | +/-   | Vereadores | +/-     |
| ----------------------- | ----------------------------- | ------ | --------------- | ----- | ---------- | ------- |
|                         | Partido Socialista            | 4 375  | 40,34 / 100,00  | 18,62 | 3 / 7      | 2       |
|                         | Partido Renovador Democrático | 2 324  | 21,43 / 100,00  | Novo  | 2 / 7      | Novo    |
|                         | Partido Social Democrata      | 1 929  | 17,79 / 100,00  | -     | 1 / 7      | -       |
|                         | Aliança Povo Unido            | 1 766  | 16,28 / 100,00  | 3,90  | 1 / 7      | Estável |
|                         | União Democrática Popular     | 163    | 1,50 / 100,00   | 0,17  | 0 / 7      | Estável |
| Votos Inválidos         | Votos Inválidos               | 289    | 2,66 / 100,00   | 0,40  |            |         |
| Total                   | Total                         | 10 846 | 100,00 / 100,00 |       | 7 / 7      |         |
| Eleitorado/Participação | Eleitorado/Participação       | 17 364 | 62,46 / 100,00  | 9,44  |            |         |

### Chamusca
| Partido                 | Partido                   | Votos  | %               | +/-  | Vereadores | +/-     |
| ----------------------- | ------------------------- | ------ | --------------- | ---- | ---------- | ------- |
|                         | Aliança Povo Unido        | 4 730  | 66,23 / 100,00  | 6,99 | 5 / 7      | Estável |
|                         | Partido Socialista        | 1 159  | 16,23 / 100,00  | 5,88 | 1 / 7      | 1       |
|                         | Centro Democrático Social | 941    | 13,18 / 100,00  | 6,78 | 1 / 7      | 1       |
| Votos Inválidos         | Votos Inválidos           | 312    | 4,36 / 100,00   | 0,27 |            |         |
| Total                   | Total                     | 7 142  | 100,00 / 100,00 |      | 7 / 7      |         |
| Eleitorado/Participação | Eleitorado/Participação   | 10 672 | 66,92 / 100,00  | 3,24 |            |         |

### Constância
| Partido                 | Partido                       | Votos | %               | +/-   | Vereadores | +/-     |
| ----------------------- | ----------------------------- | ----- | --------------- | ----- | ---------- | ------- |
|                         | Aliança Povo Unido            | 861   | 39,10 / 100,00  | 15,93 | 2 / 5      | 1       |
|                         | Partido Social Democrata      | 669   | 30,38 / 100,00  | 11,03 | 2 / 5      | Estável |
|                         | Partido Socialista            | 480   | 21,80 / 100,00  | 7,61  | 1 / 5      | 1       |
|                         | Partido Renovador Democrático | 116   | 5,27 / 100,00   | Novo  | 0 / 5      | Novo    |
| Votos Inválidos         | Votos Inválidos               | 76    | 3,45 / 100,00   | 2,55  |            |         |
| Total                   | Total                         | 2 202 | 100,00 / 100,00 |       | 5 / 5      |         |
| Eleitorado/Participação | Eleitorado/Participação       | 3 143 | 70,06 / 100,00  | 2,02  |            |         |

### Coruche
| Partido                 | Partido                       | Votos  | %               | +/-  | Vereadores | +/-  |
| ----------------------- | ----------------------------- | ------ | --------------- | ---- | ---------- | ---- |
|                         | Aliança Povo Unido            | 7 372  | 54,41 / 100,00  | 3,65 | 4 / 7      | 1    |
|                         | Partido Social Democrata      | 3 894  | 28,74 / 100,00  | -    | 2 / 7      | -    |
|                         | Partido Renovador Democrático | 1 655  | 12,21 / 100,00  | Novo | 1 / 7      | Novo |
| Votos Inválidos         | Votos Inválidos               | 629    | 4,64 / 100,00   | 0,14 |            |      |
| Total                   | Total                         | 13 550 | 100,00 / 100,00 |      | 7 / 7      |      |
| Eleitorado/Participação | Eleitorado/Participação       | 21 104 | 64,21 / 100,00  | 7,63 |            |      |

### Entroncamento
| Partido                 | Partido                       | Votos  | %               | +/-  | Vereadores | +/-     |
| ----------------------- | ----------------------------- | ------ | --------------- | ---- | ---------- | ------- |
|                         | Partido Socialista            | 2 329  | 36,07 / 100,00  | 7,58 | 3 / 7      | 1       |
|                         | Partido Renovador Democrático | 1 525  | 23,62 / 100,00  | Novo | 2 / 7      | Novo    |
|                         | Partido Social Democrata      | 1 172  | 18,15 / 100,00  | -    | 1 / 7      | -       |
|                         | Aliança Povo Unido            | 799    | 12,37 / 100,00  | 8,55 | 1 / 7      | Estável |
|                         | Centro Democrático Social     | 427    | 6,61 / 100,00   | -    | 0 / 7      | -       |
|                         | União Democrática Popular     | 67     | 1,04 / 100,00   | 0,56 | 0 / 7      | Estável |
| Votos Inválidos         | Votos Inválidos               | 138    | 2,14 / 100,00   | 1,37 |            |         |
| Total                   | Total                         | 6 457  | 100,00 / 100,00 |      | 7 / 7      | 2       |
| Eleitorado/Participação | Eleitorado/Participação       | 10 035 | 64,34 / 100,00  | 7,02 |            |         |

### Ferreira do Zêzere
| Partido                 | Partido                       | Votos | %               | +/-   | Vereadores | +/-     |
| ----------------------- | ----------------------------- | ----- | --------------- | ----- | ---------- | ------- |
|                         | Partido Social Democrata      | 3 976 | 72,48 / 100,00  | -     | 5 / 5      | -       |
|                         | Centro Democrático Social     | 488   | 8,90 / 100,00   | -     | 0 / 5      | -       |
|                         | Partido Socialista            | 369   | 6,73 / 100,00   | 17,39 | 0 / 5      | 1       |
|                         | Partido Renovador Democrático | 254   | 4,63 / 100,00   | Novo  | 0 / 5      | Novo    |
|                         | Aliança Povo Unido            | 159   | 2,90 / 100,00   | 1,47  | 0 / 5      | Estável |
| Votos Inválidos         | Votos Inválidos               | 240   | 4,38 / 100,00   | 2,81  |            |         |
| Total                   | Total                         | 5 486 | 100,00 / 100,00 |       | 5 / 5      |         |
| Eleitorado/Participação | Eleitorado/Participação       | 9 186 | 59,72 / 100,00  | 2,14  |            |         |

### Golegã
| Partido                 | Partido                       | Votos | %               | +/-   | Vereadores | +/-     |
| ----------------------- | ----------------------------- | ----- | --------------- | ----- | ---------- | ------- |
|                         | Partido Socialista            | 1 744 | 50,09 / 100,00  | 1,86  | 3 / 5      | Estável |
|                         | Aliança Povo Unido            | 960   | 27,57 / 100,00  | 14,04 | 1 / 5      | 1       |
|                         | Partido Renovador Democrático | 654   | 18,78 / 100,00  | Novo  | 1 / 5      | Novo    |
| Votos Inválidos         | Votos Inválidos               | 124   | 3,56 / 100,00   | 2,88  |            |         |
| Total                   | Total                         | 3 482 | 100,00 / 100,00 |       | 5 / 5      |         |
| Eleitorado/Participação | Eleitorado/Participação       | 4 640 | 75,04 / 100,00  | 2,12  |            |         |

### Mação
| Partido                 | Partido                  | Votos  | %               | +/-  | Vereadores | +/-     |
| ----------------------- | ------------------------ | ------ | --------------- | ---- | ---------- | ------- |
|                         | Partido Social Democrata | 4 689  | 71,09 / 100,00  | -    | 6 / 7      | -       |
|                         | Partido Socialista       | 1 201  | 18,21 / 100,00  | 5,60 | 1 / 7      | 1       |
|                         | Aliança Povo Unido       | 363    | 5,50 / 100,00   | 0,25 | 0 / 7      | Estável |
| Votos Inválidos         | Votos Inválidos          | 343    | 5,20 / 100,00   | 0,50 |            |         |
| Total                   | Total                    | 6 596  | 100,00 / 100,00 |      | 7 / 7      |         |
| Eleitorado/Participação | Eleitorado/Participação  | 10 057 | 65,59 / 100,00  | 0,16 |            |         |

### Ourém
| Partido                 | Partido                      | Votos  | %               | +/-  | Vereadores | +/-     |
| ----------------------- | ---------------------------- | ------ | --------------- | ---- | ---------- | ------- |
|                         | Partido Social Democrata     | 7 488  | 37,63 / 100,00  | 1,54 | 3 / 7      | Estável |
|                         | Centro Democrático Social    | 7 456  | 37,47 / 100,00  | 3,29 | 3 / 7      | Estável |
|                         | Partido da Democracia Cristã | 1 907  | 9,58 / 100,00   | -    | 1 / 7      | -       |
|                         | Partido Socialista           | 1 689  | 8,49 / 100,00   | 4,42 | 0 / 7      | 1       |
|                         | Aliança Povo Unido           | 791    | 3,97 / 100,00   | 1,18 | 0 / 7      | Estável |
| Votos Inválidos         | Votos Inválidos              | 570    | 1,87 / 100,00   | 2,50 |            |         |
| Total                   | Total                        | 19 901 | 100,00 / 100,00 |      | 7 / 7      |         |
| Eleitorado/Participação | Eleitorado/Participação      | 31 810 | 62,56 / 100,00  | 0,85 |            |         |

### Rio Maior
| Partido                 | Partido                  | Votos  | %               | +/-  | Vereadores | +/-     |
| ----------------------- | ------------------------ | ------ | --------------- | ---- | ---------- | ------- |
|                         | Partido Socialista       | 5 327  | 47,71 / 100,00  | 5,89 | 4 / 7      | 1       |
|                         | Partido Social Democrata | 5 305  | 47,51 / 100,00  | -    | 3 / 7      | -       |
|                         | Aliança Povo Unido       | 278    | 2,49 / 100,00   | 1,56 | 0 / 7      | Estável |
| Votos Inválidos         | Votos Inválidos          | 256    | 2,29 / 100,00   | 1,48 |            |         |
| Total                   | Total                    | 11 166 | 100,00 / 100,00 |      | 7 / 7      |         |
| Eleitorado/Participação | Eleitorado/Participação  | 16 168 | 69,06 / 100,00  | 5,43 |            |         |

### Salvaterra de Magos
| Partido                 | Partido                       | Votos  | %               | +/-   | Vereadores | +/-     |
| ----------------------- | ----------------------------- | ------ | --------------- | ----- | ---------- | ------- |
|                         | Partido Socialista            | 5 033  | 55,49 / 100,00  | 11,82 | 5 / 7      | 2       |
|                         | Aliança Povo Unido            | 1 651  | 18,20 / 100,00  | 18,16 | 1 / 7      | Estável |
|                         | Partido Renovador Democrático | 1 193  | 13,15 / 100,00  | Novo  | 1 / 7      | Novo    |
|                         | Partido Social Democrata      | 915    | 10,09 / 100,00  | -     | 0 / 7      | -       |
| Votos Inválidos         | Votos Inválidos               | 278    | 3,07 / 100,00   | 2,13  |            |         |
| Total                   | Total                         | 9 070  | 100,00 / 100,00 |       | 7 / 7      |         |
| Eleitorado/Participação | Eleitorado/Participação       | 14 580 | 62,21 / 100,00  | 6,96  |            |         |

### Santarém
| Partido                 | Partido                       | Votos  | %               | +/-   | Vereadores | +/-     |
| ----------------------- | ----------------------------- | ------ | --------------- | ----- | ---------- | ------- |
|                         | Partido Socialista            | 12 845 | 39,06 / 100,00  | 10,01 | 4 / 9      | Estável |
|                         | Partido Social Democrata      | 8 856  | 26,93 / 100,00  | -     | 3 / 9      | -       |
|                         | Aliança Povo Unido            | 5 048  | 15,35 / 100,00  | 0,26  | 1 / 9      | Estável |
|                         | Partido Renovador Democrático | 3 498  | 10,64 / 100,00  | Novo  | 1 / 9      | Novo    |
|                         | Centro Democrático Social     | 1 703  | 5,18 / 100,00   | -     | 0 / 9      | -       |
| Votos Inválidos         | Votos Inválidos               | 934    | 2,84 / 100,00   | 0,86  |            |         |
| Total                   | Total                         | 32 884 | 100,00 / 100,00 |       | 9 / 9      | 2       |
| Eleitorado/Participação | Eleitorado/Participação       | 50 988 | 64,49 / 100,00  | 5,97  |            |         |

### Sardoal
| Partido                 | Partido                       | Votos | %               | +/-  | Vereadores | +/-     |
| ----------------------- | ----------------------------- | ----- | --------------- | ---- | ---------- | ------- |
|                         | Partido Socialista            | 1 932 | 64,90 / 100,00  | 1,48 | 4 / 5      | Estável |
|                         | Partido Social Democrata      | 548   | 18,41 / 100,00  | -    | 1 / 5      | -       |
|                         | Partido Renovador Democrático | 285   | 9,57 / 100,00   | Novo | 0 / 5      | Novo    |
|                         | Aliança Povo Unido            | 70    | 2,35 / 100,00   | 0,31 | 0 / 5      | Estável |
| Votos Inválidos         | Votos Inválidos               | 142   | 4,77 / 100,00   | 1,52 |            |         |
| Total                   | Total                         | 2 977 | 100,00 / 100,00 |      | 5 / 5      |         |
| Eleitorado/Participação | Eleitorado/Participação       | 3 950 | 75,37 / 100,00  | 1,85 |            |         |

### Tomar
| Partido                 | Partido                       | Votos  | %               | +/-   | Vereadores | +/-     |
| ----------------------- | ----------------------------- | ------ | --------------- | ----- | ---------- | ------- |
|                         | Partido Social Democrata      | 7 581  | 33,30 / 100,00  | -     | 3 / 7      | -       |
|                         | Partido Socialista            | 4 574  | 20,09 / 100,00  | 11,58 | 1 / 7      | 1       |
|                         | Centro Democrático Social     | 4 424  | 19,43 / 100,00  | -     | 1 / 7      | -       |
|                         | Aliança Povo Unido            | 2 798  | 12,29 / 100,00  | 0,01  | 1 / 7      | Estável |
|                         | Partido Renovador Democrático | 2 400  | 10,54 / 100,00  | Novo  | 1 / 7      | Novo    |
| Votos Inválidos         | Votos Inválidos               | 989    | 4,35 / 100,00   | 0,88  |            |         |
| Total                   | Total                         | 22 766 | 100,00 / 100,00 |       | 7 / 7      |         |
| Eleitorado/Participação | Eleitorado/Participação       | 37 232 | 61,15 / 100,00  | 4,93  |            |         |

### Torres Novas
| Partido                 | Partido                       | Votos  | %               | +/-  | Vereadores | +/-     |
| ----------------------- | ----------------------------- | ------ | --------------- | ---- | ---------- | ------- |
|                         | Partido Social Democrata      | 6 632  | 36,54 / 100,00  | -    | 3 / 7      | -       |
|                         | Partido Socialista            | 4 222  | 23,26 / 100,00  | 7,00 | 2 / 7      | Estável |
|                         | Aliança Povo Unido            | 3 533  | 19,46 / 100,00  | 3,58 | 2 / 7      | Estável |
|                         | Partido Renovador Democrático | 1 524  | 8,40 / 100,00   | Novo | 0 / 7      | Novo    |
|                         | Centro Democrático Social     | 1 319  | 7,27 / 100,00   | -    | 0 / 7      | -       |
|                         | União Democrática Popular     | 206    | 1,13 / 100,00   | 0,74 | 0 / 7      | Estável |
| Votos Inválidos         | Votos Inválidos               | 716    | 3,94 / 100,00   | 0,52 |            |         |
| Total                   | Total                         | 18 152 | 100,00 / 100,00 |      | 7 / 7      |         |
| Eleitorado/Participação | Eleitorado/Participação       | 30 246 | 60,01 / 100,00  | 5,48 |            |         |

### Vila Nova da Barquinha
| Partido                 | Partido                       | Votos | %               | +/-   | Vereadores | +/-  |
| ----------------------- | ----------------------------- | ----- | --------------- | ----- | ---------- | ---- |
|                         | Partido Social Democrata      | 1 904 | 45,60 / 100,00  | -     | 3 / 5      | -    |
|                         | Partido Socialista            | 820   | 19,64 / 100,00  | 22,60 | 1 / 5      | 2    |
|                         | Partido Renovador Democrático | 752   | 18,01 / 100,00  | Novo  | 1 / 5      | Novo |
|                         | Aliança Povo Unido            | 431   | 10,32 / 100,00  | 16,90 | 0 / 5      | 1    |
|                         | União Democrática Popular     | 136   | 3,26 / 100,00   | -     | 0 / 5      | -    |
| Votos Inválidos         | Votos Inválidos               | 132   | 3,16 / 100,00   | 0,68  |            |      |
| Total                   | Total                         | 4 175 | 100,00 / 100,00 |       | 5 / 5      |      |
| Eleitorado/Participação | Eleitorado/Participação       | 6 293 | 66,34 / 100,00  | 6,03  |            |      |